# Binjai
Binjai är en stad på norra Sumatra i Indonesien. Den ligger strax väster om den större staden Medan i provinsen Sumatera Utara och har cirka 280 000 invånare.